# Lista de episódios de Spider-Man (série de TV de 1967)
Spider-Man (Homem-Aranha em português) é uma série animada de televisão estrelada pelo super-herói Homem-Aranha da Marvel Comics. A Grantray-Lawrence Animation produziu a primeira temporada, enquanto a segunda e a terceira temporadas foram produzidas pela Krantz Animation, Inc. e criadas pelo produtor Ralph Bakshi em Nova York.
A série estreou na rede de televisão ABC em 9 de setembro de 1967, mas entrou em distribuição com o início da terceira temporada. Durou três temporadas e terminou em 14 de junho de 1970, com um total de 52 episódios. Muitos dos episódios de 30 minutos da 1ª e 3ª temporadas foram divididos em dois segmentos de 15 minutos.

## Visão geral
| Temporada | Episódios | Originalmente exibido  | Originalmente exibido |
| Temporada | Episódios | Primeiro lançamento    | Último lançamento     |
| --------- | --------- | ---------------------- | --------------------- |
| 1         | 20        | 9 de setembro de 1967  | 20 de janeiro de 1968 |
| 2         | 19        | 14 de setembro de 1968 | 18 de janeiro de 1969 |
| 3         | 13        | 22 de março de 1970    | 14 de junho de 1970   |

## Episódios

### Primeira temporada (1967–68)
A animação da primeira temporada de Homem-Aranha foi produzida pela Grantray-Lawrence Animation. Ray Patterson foi o produtor. A animação foi realizada por Hal Ambro, Bob Bentley e Dan Bessie, entre outros. A direção do episódio 1 foi fornecida por Grant Simmons, Clyde Geronimi e Sid Marcus. A Grantray-Lawrence Animation entrou em falência após produzir os primeiros 20 episódios, deixando outros 32 episódios da ordem da série que foram cancelados.
A maioria dos episódios da primeira temporada consistia em dois segmentos de história por episódio de aproximadamente meia hora, embora o terceiro e o oitavo episódios consistissem em um único episódio.
1. The Power of Dr Octopus e Sub-Zero for Spidey
2. Where Crawls the Lizard e Electro, the Human Lightning Bolt
3. The Menace of Mysterio
4. The Sky is Falling e Captured by J. Jonah Jameson
5. Never Step on a Scorpion e Sands of Crime
6. Diet of Destruction e The Witching Hour
7. Kilowatt Kaper e The Peril of Parafino
8. Horn of the Rhino
9. The One-Eyed Idol e Fifth Avenue Phantom
10. The Revenge of Dr Magneto e The Sinister Prime Minister
11. The Night of the Villains e Here Comes Trubble
12. Spider-Man Meets Doctor Noah Boddy e The Fantastic Fakir
13. Return of the Flying Dutchman e Farewell Performance
14. The Golden Rhino e Blueprint for Crime
15. The Spider and the Fly e The Slippery Doctor Von Schlick
16. The Vulture's Prey e The Dark Terrors
17. The Terrible Triumph of Dr Octopus e Magic Malice
18. Fountain of Terror e Fiddler on the Loose
19. To Catch a Spider e Double Identity
20. Sting of the Scorpion e Trick or Treachery

### Segunda temporada (1968–69)
Após a falência da Grantray-Lawrence Animation, a Krantz Animation, Inc. assumiu a produção da segunda e posteriormente da terceira temporada de Spider-Man. A Krantz Animation recorreu a Ralph Bakshi para assumir a produção executiva e a direção da série, o que envolveu a mudança da produção para a cidade de Nova York. Bakshi queria uma série que "oferecesse mais atenção aos detalhes" e permitisse "uma maior ênfase no personagem e no enredo". Os desenhos e a animação foram realizadas por Clifford Augustson, Douglas Crane e Frank Enders, entre outros, e Ira Turek, Lin Carter e Fred Halliday foram os escritores.
Diferentemente dos episódios da primeira temporada, todos os episódios da segunda temporada consistiam em uma única história.
1. The Origin of Spider-Man
2. King Pinned
3. Swing City
4. Criminals in the Clouds
5. Menace from the Bottom of the World
6. Diamond Dust
7. Spider-Man Battles the Molemen
8. Phantom from the Depths of Time
9. The Evil Sorcerer
10. Vine
11. Pardo Presents
12. Cloud City of Gold
13. Neptune's Nose Cone
14. Home
15. Blotto
16. Thunder Rumble
17. Spider-Man Meets Skyboy
18. Cold Storage
19. To Cage a Spider

### Terceira temporada (1970)
A Krantz Animation, Inc. continuou a produzir a terceira temporada de Homem-Aranha, com Ralph Bakshi continuando como produtor executivo e diretor da série. Outros membros da equipe da segunda temporada também continuaram na terceira temporada de Homem-Aranha.
Os episódios da terceira temporada consistiam em uma mistura de episódios com dois segmentos de história a cada meia hora e histórias com duração de episódio único.
1. The Winged Thing e Conner's Reptiles
2. Trouble With Snow e Spider-Man vs. Desperado
3. Sky Harbor e The Big Brainwasher
4. The Vanishing Doctor Vespasian e The Scourge of the Scarf
5. Super Swami e The Birth of Micro Man
6. Knight Must Fall e The Devious Dr Dumpty
7. Up from Nowhere
8. Rollarama
9. Rhino e The Madness of Mysterio
10. Revolt in the Fifth Dimension
11. Specialists and Slaves
12. Down to Earth
13. Trip to Tomorrow